# R.I.P. (Coroner)
R.I.P. è il primo album del gruppo thrash metal svizzero Coroner, pubblicato nel 1987 dalla Noise.

## Tracce
1. Intro – 1:23
2. Reborn through Hate – 4:52
3. When Angels Die – 4:41
4. Intro (Nosferatu) – 1:11
5. Nosferatu – 3:34
6. Suicide Command – 4:19
7. Spiral Dream – 4:05
8. R.I.P. – 5:36
9. Coma – 4:14
10. Fried Alive – 4:40
11. Intro (Totentanz) – 0:51
12. Totentanz – 4:12
13. Outro – 1:15

## Formazione
- Ron Broder - voce e basso
- Tommy Vetterli - chitarra
- Marky Edelmann - batteria